# Cumbre meridionalis
Cumbre meridionalis is een vlinder uit de familie van de dikkopjes (Hesperiidae). De wetenschappelijke naam van de soort is, als Poanes meridionalis, voor het eerst geldig gepubliceerd in 1934 door Kenneth Hayward.

## Synoniemen
- Phanes belli Hayward, 1939[2]
- Phanes triumviralis Hayward, 1939[2]